# Phoradendron berteroanum
Phoradendron berteroanum är en sandelträdsväxtart som först beskrevs av Dc., och fick sitt nu gällande namn av August Heinrich Rudolf Grisebach. Phoradendron berteroanum ingår i släktet Phoradendron och familjen sandelträdsväxter. Inga underarter finns listade i Catalogue of Life.